# Pallacanestro per disabili intellettivi agli XI Giochi paralimpici estivi
Per la pallacanestro per disabili intellettivi agli XI Giochi paralimpici estivi di Sydney 2000 venne organizzato un torneo maschile con otto squadre in competizione. Lo sport era una forma di basket adattata per giocatori con disabilità intellettiva (DI).

## Scandalo della squadra spagnola
L'evento di pallacanestro per disabili intellettivi ai Giochi paralimpici di Sydney 2000 è stato segnato da uno dei più grandi scandali sportivi della storia, che ha comportato l'esclusione di una classificazione atletica per le successive due edizioni dei Giochi. Fernando Martin Vicente, ex capo della Federazione spagnola per gli sport per disabili mentali, permise ad atleti senza disabilità di competere ai Giochi paralimpici: la squadra spagnola, composta da due soli cestisti con disabilità su un totale di 12, vinse la medaglia d'oro dopo aver battuto la Russia. Poco dopo, gli atleti sono stati rapidamente smascherati e l'IPC ha reagito togliendo alla Spagna la medaglia d'oro e rimuovendo, per ogni sport, tutti gli eventi per atleti con disabilità intellettive per le due edizioni successive delle Paralimpiadi. Gli eventi per atleti con disabilità intellettive sono tornati nel programma paralimpico nel 2012, mentre la pallacanestro per disabili intellettivi non è ancora stata riammessa.

## Medagliere
La medaglia d'oro è stata inizialmente assegnata alla Spagna, ma è stata squalificata dopo che si è scoperto che dieci dei dodici giocatori della squadra non erano disabili. Di conseguenza, i risultati ufficiali indicano che nessuna medaglia d'oro è stata assegnata per questo evento. Thomas Reinecke, che all'epoca era Chief Operating Officer del Comitato Paralimpico Internazionale, dichiarò in un'intervista alla BBC che la squadra russa, seconda classificata, non si era aggiudicata la medaglia d'oro perché non aveva fornito prove in merito alla classifica della propria squadra.
| Giochi  | Oro      | Argento | Bronzo |
| ------- | -------- | --- | --- |
| Squadra | Ritirata | Russia Oleg Chubasov Marat Oumarov Nariman Sadekov Shamil Kodraleev Serguei Rogov Vladimir Fedotov Igor Gousev Slava Kosoukhov Artur Melkonian Michail Kisilev Slava Chernobrov Andrej Zakharov | Polonia Marcin Merk Andrzej Kołodziejczyk Robert Kwiatkowski Tomasz Macholl Mariusz Wikbold Adam Krzemiński Rafał Jastrząb Łukasz Skory Grzegorz Sobuś Tadeusz Truszczyński Piotr Madej Robert Wittke |

## Fase a gironi
| Squadra      | Vittorie | Perdite | Punti   | Gara punteggio | vs. ESP | vs. POR | vs. BRA | vs. JPN |
| ------------ | -------- | ------- | ------- | -------------- | ------- | ------- | ------- | ------- |
| Spagna (DSQ) | 3        | 0       | 254:126 | 6              | -       | 73:58   | 94:48   | 87:20   |
| Portogallo   | 2        | 1       | 251:146 | 5              | 58:73   | -       | 71:56   | 122:17  |
| Brasile      | 1        | 2       | 207:189 | 4              | 48:94   | 56:71   | -       | 103:24  |
| Giappone     | 0        | 3       | 61:312  | 3              | 20:87   | 17:122  | 24:103  | -       |

| Squadra   | Vittorie | Perdite | Punti   | Gara punteggio | vs. RUS | vs. POL | vs. AUS | vs. GRE |
| --------- | -------- | ------- | ------- | -------------- | ------- | ------- | ------- | ------- |
| Russia    | 2        | 1       | 239:211 | 5              | -       | 111:97  | 79:64   | 49:50   |
| Polonia   | 2        | 1       | 245:214 | 5              | 97:111  | -       | 77:66   | 71:37   |
| Australia | 1        | 2       | 220:182 | 4              | 64:79   | 66:77   | -       | 90:26   |
| Grecia    | 1        | 2       | 113:210 | 4              | 50:49   | 37:71   | 26:90   | -       |

## Finali
|  | Semifinali   | Semifinali   | Semifinali |        |              | Finale          | Finale          | Finale          |  |
|  |              |              |            |        |              |                 |                 |                 |  |
|  | Spagna (DSQ) | Spagna (DSQ) | 97         |        |              |                 |                 |                 |  |
|  | Spagna (DSQ) | Spagna (DSQ) | 97         |        |              |                 |                 |                 |  |
|  | Polonia      | Polonia      | 67         |        |              |                 |                 |                 |  |
|  | Polonia      | Polonia      | 67         |        | Spagna (DSQ) | Spagna (DSQ)    | 87              |                 |  |
|  |              |              |            |        | Spagna (DSQ) | Spagna (DSQ)    | 87              |                 |  |
|  |              |              | Russia     | Russia | 63           |                 |                 |                 |  |
|  | Russia       | Russia       | Russia     | Russia | 63           | 73              |                 |                 |  |
|  | Russia       | Russia       |            |        |              | 73              |                 |                 |  |
|  | Portogallo   | Portogallo   | 45         |        |              | Finale 3º posto | Finale 3º posto | Finale 3º posto |  |
|  | Portogallo   | Portogallo   | 45         |        |              |                 |                 |                 |  |
|  |              |              |            |        |              |                 |                 |                 |  |
|  |              |              |            |        |              | Polonia         | Polonia         | 65              |  |
|  |              |              |            |        |              | Polonia         | Polonia         | 65              |  |
|  |              |              |            |        |              | Portogallo      | Portogallo      | 51              |  |